# Hoodoo (Krokus)
Hoodoo è il sedicesimo album in studio dei Krokus, pubblicato il 26 febbraio 2010 per l'etichetta discografica Sony Music.

## Tracce
1. Drive It In (Arb) 3:31
2. Hoodoo Woman (Arb)	3:37
3. Born to Be Wild (Bonfire) 3:33 (Steppenwolf Cover)
4. Rock'n'roll Handshake (Arb) 3:56
5. Ride Into the Sun (Arb, Kohler) 5:02
6. Too Hot (Arb) 3:45
7. In My Blood (Arb) 3:32
8. Dirty Street (Arb) 4:26
9. Keep Me Rolling (Arb) 4:11
10. Shot of Love (Arb) 3:31
11. Firestar (Arb) 3:42

### Bonus DVD (versione digipack)
1. Intro
2. Winning Man
3. Interviews
4. Heatstrokes
5. Interviews
6. Percussion Solo
7. Screaming In The Night
8. Interviews
9. American Woman (The Guess Who Cover)
10. Interviews
11. Bedside Radio
12. Interviews
13. Outro

## Formazione
- Marc Storace – voce
- Fernando von Arb – chitarra solista e ritmica, basso, tastiere
- Mark Kohler – chitarra ritmica e solista
- Chris von Rohr – basso, tastiere
- Freddy Steady – batteria

### Altri musicisti
- Mark Fox – voce
- Kenny Aronoff – batteria